# Проблема слов
Проблема слов (англ. word problem) — фундаментальная задача в математике и теоретической информатике, связанная с алгоритмической разрешимостью вопроса о равенстве двух выражений (слов) в рамках некоторой формальной системы. Эта проблема возникает в различных областях, включая теорию групп, полугрупп, формальные грамматики и теорию алгоритмов.

## Формулировка проблемы
Пусть дана алгебраическая структура (например, группа, моноид или полугруппа), заданная конечным набором образующих и соотношений. Проблема слов для этой структуры заключается в следующем:
Существует ли алгоритм, который для любых двух слов (выражений), составленных из образующих, определяет, представляют ли они один и тот же элемент структуры (то есть можно ли преобразовать одно слово в другое, применяя заданные соотношения)?
Если такой алгоритм существует, проблема слов называется разрешимой, в противном случае — неразрешимой.

## Исторический контекст
Проблема слов была впервые сформулирована в начале XX века в работах математиков, изучающих алгебраические структуры. Важные результаты:
- 1911: Макс Ден (Max Dehn) сформулировал проблему слов для групп.
- 1947: Эмиль Пост (Emil Post) и Андрей Марков (Андрей Марков-младший) независимо доказали, что проблема слов для полугрупп в общем случае неразрешима.
- 1955: Пётр Новиков и Уильям Бун доказали, что существует группа с конечным числом образующих и соотношений, для которой проблема слов неразрешима.

## Примеры

### 1. Свободные группы и моноиды
В свободной группе (где нет нетривиальных соотношений) проблема слов тривиальна: два слова представляют один и тот же элемент тогда и только тогда, когда они буквально совпадают.

### 2. Группы с разрешимой проблемой слов
- Конечные группы: проблема слов разрешима, так как можно построить таблицу Кэли.
- Абелевы группы: проблема слов разрешима благодаря приведению к нормальной форме.
- Гиперболические группы (по Дену): проблема слов разрешима за линейное время.

### 3. Полугруппы и неразрешимые случаи
Известны конкретные примеры полугрупп с неразрешимой проблемой слов. Например, полугруппа, ассоциированная с машиной Тьюринга, может иметь неразрешимую проблему слов.

## Связь с теорией алгоритмов и информатикой
Проблема слов тесно связана с вопросами алгоритмической разрешимости в теории вычислимости. Её неразрешимость в общем случае аналогична неразрешимости проблемы остановки для машин Тьюринга.

## Приложения
- Теория групп и алгебраическая топология (изучение фундаментальных групп).
- Теория формальных языков (проблема эквивалентности грамматик).
- Криптография (алгоритмы на основе групповых слов).